# Municipio Salinas de Garcí Mendoza
Das Municipio Salinas de Garcí Mendoza (auch: Autoridades de la Autonomía Indígena Originaria Campesina (AIOC) de Salinas) ist ein Verwaltungsbezirk im Departamento Oruro im Hochland des südamerikanischen Anden-Staates Bolivien.

## Lage im Nahraum
Das Municipio Salinas de Garcí Mendoza ist das südliche der beiden Municipios der Provinz Ladislao Cabrera und liegt zwischen den beiden Salzseen Salar de Coipasa und Salar de Uyuni. Es grenzt im Norden an die Provinz Sud Carangas, im Westen an die Provinz Sabaya, im Süden und Südosten an das Departamento Potosí und im Osten an das Municipio Pampa Aullagas.
Der zentrale Ort des Municipios ist Salinas de Garcí Mendoza mit 593 Einwohnern (2012) im südlichen Teil des Municipios.

## Geographie
Das Municipio Salinas de Garcí Mendoza liegt auf dem bolivianischen Altiplano zwischen der Cordillera Occidental im Westen und der Cordillera Central im Osten.
Das Klima ist arid, der Jahresniederschlag beträgt nur knapp 200 mm (siehe Klimadiagramm), bei einer ausgeprägten Trockenzeit von April bis November mit nur sporadischem Niederschlag; nur im Sommer von Dezember bis März fallen nennenswerte Niederschläge zwischen 20 und 70 mm im Monat. Die mittlere Durchschnittstemperatur der Region liegt bei etwa 4,5 °C und schwankt nur unwesentlich zwischen 0 °C im Juli und 7 °C im Januar.

## Bevölkerung
Die Einwohnerzahl ist zwischen 1992 und 2024 auf fast das Dreifache angestiegen:
| Jahr | Einwohner | Quelle       |
| ---- | --------- | ------------ |
| 1992 | 5.761     | Volkszählung |
| 2001 | 8.723     | Volkszählung |
| 2012 | 11.878    | Volkszählung |
| 2024 | 15.906    | Volkszählung |

Die Bevölkerungsdichte des Municipios bei der Volkszählung von 2024 betrug 3,2 Einwohner/km², der Anteil der städtischen Bevölkerung ist 0 Prozent.
Die Lebenserwartung der Neugeborenen lag im Jahr 2001 bei 54,7 Jahren. Der Alphabetisierungsgrad bei den über 19-Jährigen beträgt 89 Prozent, und zwar 96 Prozent bei Männern und 81 Prozent bei Frauen (2001).

## Politik
Ergebnis der Regionalwahlen (concejales del municipio) vom 4. April 2010:
| Wahl- berechtigte |  | Wahl- beteiligung | gültige Stimmen |  | MAS-IPSP | JyL    |
| ----------------- |  | ----------------- | --------------- |  | -------- | ------ |
| 3.169             |  | 2.695             | 1.607           |  | 1.311    | 296    |
|                   |  | 85,0 %            | 59,6 %          |  | 81,6 %   | 18,4 % |

Ergebnis der Regionalwahlen (elecciones de autoridades políticas) vom 7. März 2021:
| Wahl- berechtigte |  | Wahl- beteiligung | gültige Stimmen |  | MAS-IPSP | BST     | PP     | C-A    | UNICO  | MTS    |
| ----------------- |  | ----------------- | --------------- |  | -------- | ------- | ------ | ------ | ------ | ------ |
| 4.967             |  | 4.062             | 3.501           |  | 2.678    | 395     | 97     | 95     | 65     | 55     |
|                   |  | 81,78 %           | 86,19 %         |  | 76,49 %  | 11,28 % | 2,77 % | 2,71 % | 1,86 % | 1,57 % |

## Gliederung
Das Municipio Salinas de Garcí Mendoza untergliederte sich bei der letzten Volkszählung von 2012 in die folgenden acht Kantone (cantones):
- 04-0801-01 Kanton Salinas de Garcí Mendoza – 41 Ortschaften – 3408 Einwohner
- 04-0801-02 Kanton Challacota – 5 Ortschaften – 468 Einwohner
- 04-0801-03 Kanton Jirira – 16 Ortschaften – 905 Einwohner
- 04-0801-04 Kanton Aroma – 14 Ortschaften – 913 Einwohner
- 04-0801-05 Kanton Ucumasi – 17 Ortschaften – 2.216 Einwohner
- 04-0801-06 Kanton Concepción de Belén – 2 Ortschaften – 285 Einwohner
- 04-0801-07 Kanton San Martín – 13 Ortschaften – 1.183 Einwohner
- 04-0801-08 Kanton Villa Esperanza – 23 Ortschaften – 2.327 Einwohner

## Ortschaften im Municipio Salinas de Garcí Mendoza
- Kanton Salinas de Garcí Mendoza
  - Salinas de Garcí Mendoza 593 Einw.

- Kanton Challacota
  - Challacota 184 Einw.

- Kanton Jirira
  - Jirira 109 Einw.

- Kanton Aroma
  - Aroma 115 Einw.

- Kanton Ucumasi
  - Challuma 289 Einw. – Ucumasi 133 Einw.

- Kanton Concepción de Belén
  - Concepción de Belén 148 Einw.

- Kanton San Martín
  - Lupuyo 237 Einw. – San Martín 38 Einw.

- Kanton Villa Esperanza
  - Puqui 274 Einw. – Catuyo 196 Einw. – Sighualaca 172 Einw. – Chalhua 146 Einw. – Tambo Tambillo 137 Einw. – Playa Verde 126 Einw. – Villa Esperanza Quinsuyo 117 Einw.